# Kongres na rzecz Demokratycznych Zmian
Kongres na rzecz Demokratycznych Zmian (CDC) (ang. Congress for Democratic Change) – liberyjska partia polityczna sformowana przez zwolenników George'a Weaha w wyścigu do fotela prezydenckiego z 2005 roku.
Obecnie posiada 3 miejsca w senacie oraz 10 – w izbie reprezentantów.